# Daniel Weitz
Daniel Weitz (* 20. September 1983 in Wiesbaden) ist ein ehemaliger deutscher Tischtennisspieler. Er wurde im Jahr 2000 in Köln-Porz Deutscher Meister im Jungen-Einzel. Bei den Deutschen Tischtennis-Meisterschaften der Aktiven 2003 in Bielefeld gewann er Bronze im Doppel.

## Werdegang
Daniel Weitz begann seine Karriere beim TV Igstadt. Zur Saison 1998/1999 wechselte er zur TG Nieder-Roden in die Regionalliga. Anschließend spielte er von 2000 bis 2004 beim ESV Jahn Kassel in der 2. Bundesliga.
Er wurde in den Jahren 1999 und 2001 zusammen mit Irene Ivancan Deutscher Meister im Jugend-Mixed. Bei den Jugendeuropameisterschaften 2000 in Bratislava und 2001 in Terni gewann er mit der Jungen-Mannschaft die Bronzemedaille.
Im Jahr 2001 gewann er die Südwestdeutsche Rangliste der Herren in Ramstein und erreichte beim Bundesranglistenfinale (DTTB TOP 12) den 5. Platz. An der Seite von Jörg Schlichter wurde er 2003 bei den Deutschen Tischtennis-Meisterschaften Dritter im Herrendoppel. Er zählte zu seiner aktiven Zeit zu besten Abwehrspielern Deutschlands und war 2001 und 2002 Mitglied des A- & B-Kaders des DTTB. Bei den US Open 2002 in Fort Lauderdale erreichte er mit einem Sieg über Seiya Kishikawa das Hauptfeld, unterlag dort jedoch der ehemaligen Nummer zwei der Weltrangliste Liu Guozheng im Einzel und im Doppel mit seinem Partner Jörg Bitzigeio. Seine beste Weltranglistenplatzierung war 313 (Oktober 2002).